# Île de Pharos
Pour l'île de Croatie appelée « île de Pharos » dans la Grèce antique, voir Hvar.
Pour les articles homonymes, voir Pharos.
L'île de Pharos était une île d'Égypte antique sur laquelle fut édifié le phare d'Alexandrie. Rattachée depuis au continent à la suite de phénomènes géologiques, elle forme aujourd'hui une péninsule où se trouve une partie du port et du centre-ville d'Alexandrie. L'île a donné son nom au terme « phare ».

## Géographie
Au temps où elle était une île, avant l'époque ptolémaïque, l'île de Pharos se trouvait dans la mer Méditerranée. Située à proximité immédiate du continent, elle était de forme allongée et en gros parallèle au littoral.

## Histoire

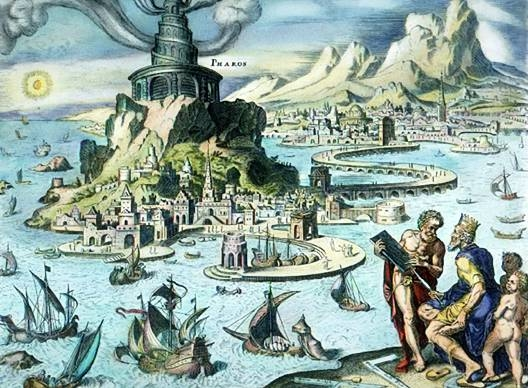
Vue artistique du phare d'Alexandrie s'élevant sur une éminence de l'île de Pharos, qui est reliée à Alexandrie (dernier plan) par une chaussée. (Maarten van Heemskerck. Gravure coloriée, de sa série des Sept merveilles du monde [1572]).

### Avant Alexandrie
Les premières activités maritimes à proximité de, l'île de Pharos ont d'abord été transmises oralement (entre 1200 et 1100 av. J.-C. environ), avant d'être mentionnées  bien plus tard dans L'Odyssée (VIIIe siècle av. J.-C.), où l'île est évoquée et brièvement décrite par Ménélas à Télémaque, au chant IV, v. 351-360 : 

« (...) les dieux me retenaient / en Égypte (...) / On peut voir là une île dans la houle de la mer / face aux bouches du fleuve ; on la nomme Pharos, / et en un jour un profond vaisseau peut l'atteindre, / pour peu qu'il soit favorisé d'un bon vent clair. / Là se trouve un bon port d'où l'on relance en haute mer / les vaisseaux balancés qui puisent à la sombre aiguade. »

Par la suite, les chercheurs ont émis l'hypothèse que les Minoens, les Philistins, les Phéniciens, les Grecs anciens, entre autres marins qui naviguaient en Méditerranée orientale, cherchaient refuge à l'abri de l'île de Pharos bien avant l'époque ptolémaïque (332–30 av. J.C.).

### Alexandrie
Selon Plutarque, les paroles de Ménélas seront bientôt murmurées à Alexandre le Grand (356-323 av. J.C.) par Homère lui-même, qui apparaît au conquérant dans une « vision merveilleuse ». Homère lui rappelle ainsi l'existence de l'île de Pharos, et à son réveil, Alexandre s'y rend et découvre les avantages du site qui, très proche de la côte, délimite un long bras de mer qui la protège de la houle. C'est donc à cet endroit qu'il fondera Alexandrie, en 332 av. J.C., renonçant à un premier emplacement qui lui avait été suggéré par ses ingénieurs.

Plan d'Alexandrie à l'époque hellénistique, avec l'île de Pharos.

Par la suite, sous la dynastie des Lagides (332–30 av. J.C.), on décide d'édifier un phare à l'extrémité orientale de l'île de Pharos. Les bâtisseurs en profitent pour la relier au continent via une chaussée, l'heptastade, d'une longueur de sept stades soit environ 1 344 mètres. À la suite des élargissements successifs, des phénomènes de sédimentation et d'épirogenèse entraînent un recul du littoral, et la chaussée s'est ainsi élargie jusqu'à former l'isthme de Mansheya. Cette nouvelle presqu'île est alors habitée et un aqueduc y est construit.

### Époque contemporaine
Le site de l'île est aujourd'hui fortement urbanisé, et forme une partie du centre-ville d'Alexandrie, avec des infrastructures portuaires, des parcs et la citadelle de Qaitbay édifiée au XVe siècle à l'extrémité orientale de l'île, à l'emplacement du phare, définitivement détruit en 1375, date du dernier d'une série de tremblement de terre qui avaient progressivement mis à mal l'édifice.

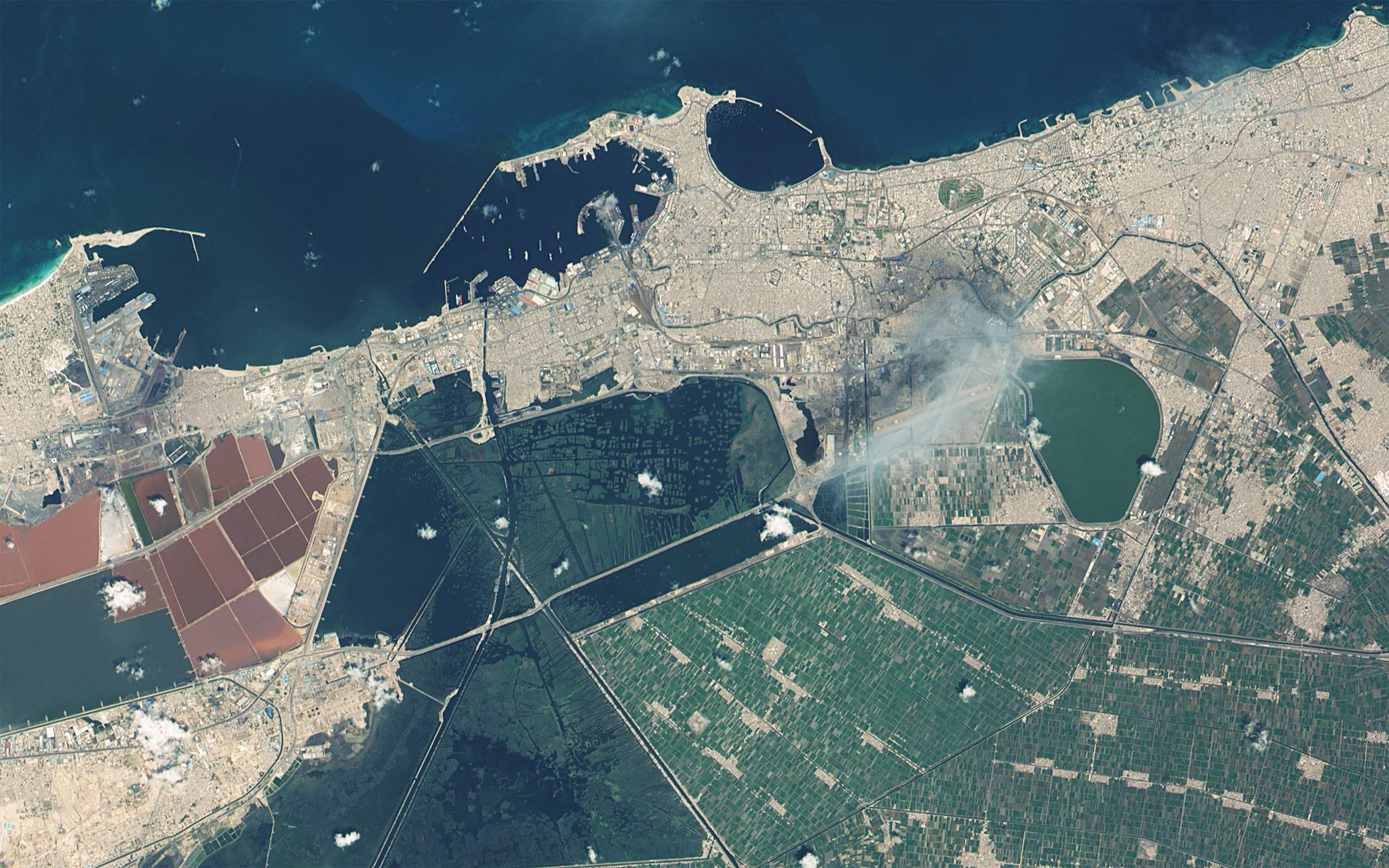
Vue satellite d'Alexandrie, 15 avril 2015. On voit bien la péninsule de Pharos, en forme de marteau.